# Lotte Strauss
Lotte Strauss (15 de abril de 1913-4 de julio de 1985) fue una patóloga germano-americana.
Nació en Núremberg, Alemania. Strauss, junto con Jacob Churg, atribuyó su nombre al síndrome de Churg-Strauss, que ahora se conoce como granulomatosis eosinofílica con poliangitis. Fue una de las fundadoras de la Sociedad de Patología Pediátrica. También formó parte de un grupo que hizo contribuciones significativas a la comprensión de la patología renal. El grupo incluía a Lotte Strauss, Jacob Churg y Edith Grishman, y fue considerado "el más productivo durante muchos años". Strauss se convirtió en la primera patólogo pediátrico en el Hospital Mount Sinai en Manhattan, Nueva York, e hizo valiosas contribuciones al área de patología del desarrollo fetal. Lotte Strauss trabajó con Donald Gribetz en el Hospital Mount Sinai en el departamento de patología pediátrica. Más tarde, se convirtió en patóloga asociada en la División de Patología Pediátrica, así como profesora de patología en la Escuela de Medicina Mount Sinai. 
La Sociedad de Patología Pediátrica otorga anualmente el Premio Lotte Strauss a una persona menor de 40 años por su contribución a la patología pediátrica que ha sido "publicada o aceptada para publicación durante el año inmediatamente anterior al premio".